# Karosa B 732
A Karosa B 732 a Karosa Állami vállalat Vysoké Mýtói üzemében 1983 és 1997 között gyártott cseh városi autóbusz, amely a Karosa SM 11 modelljeit váltotta le Csehszlovákiában.

## Felépítése
A Karosa 700-as családjához tartozik. A B 732 a Karosa B 731 városi busz leváltója. A karosszéria félig önhordó vázszerkezettel és motorral, kézi sebességváltóval a hátsó részen. Csak a hátsó tengely van meghajtva. Az első tengely független, a hátsó tengely szilárd. Minden tengely pneumatikus felfüggesztésre van felszerelve. A jobb oldalon három ajtó van (az első keskenyebb, mint a középső ajtók). A belsejében műbőr üléseket, műanyag Vogelsitze vagy Fainsa üléseket használnak. A vezetőfülkét elkülönítették a jármű többi részétől mázas válaszfalon. Középen, vagy a hátsó részen foglal helyet a babakocsi vagy kerekesszék.